# غوک‌ماهی صیقلی
غوک‌ماهی صیقلی (Tetractenos glaber) گونه‌ای ماهی متعلق به خانواده بادکنک‌ماهیان است. این گونه در سواحل کم عمق و مدخل رودهای جنوب شرقی استرالیا با جمعیت زیاد پراکنده هستند. طبیعت‌شناس فرانسوی کریستوفر پولان دو له پوا فقمنویل در سال ۱۸۱۳ این گونه را توصیف علمی کرد، اگرچه مستندات پیشین این گونه را با بادکنک ماهی تادو (T. hamiltonii)، گونه‌ای نزدیک به آن، به اشتباه یکی فرض می‌کرد. هر دو گونه متعلق به سرده بادکنک‌ماهیان هند-آرام می‌باشند که پس از تغییرات زیاد آرایه‌شناسی، بدین شکل طبقه‌بندی شدند.